# 평양고등보통학교

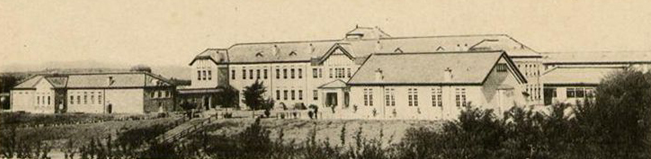
평양고등보통학교

평양고등보통학교(平壤高等普通學校)는 대한제국 말기인 1909년 당시 평안남도 평양에 설립된 근대 교육 기관이다. 줄여서 평양고보(平壤高普)로 흔히 지칭한다.
1909년 관립평양고등보통학교라는 이름으로 개교했다. 경성제일고등보통학교(지금의 서울 경기고)의 전신인 한성부의 한성고보는 4년제였으나 평양고등보통학교는 3년제 학교로 출범했다. 대구의 대구고등보통학교(지금의 대구 경북고), 서울의 경성제이고등보통학교(지금의 서울 경복고)보다 먼저 설립되어 두 번째로 생겨난 관립학교였다. 학생들은 교모에 '가는 백선 두 개'를 둘러 두 번째로 설립된 '제2고'임을 내세웠다.
이후 평양고등보통학교로 본격 개칭하여 일제강점기 동안 명문 학교로 꼽히면서 많은 인재를 배출했다. 1924년 경성제대의 예과에서 처음으로 신입생을 뽑았을 때 조선인 합격자는 44명이었다. 이중 경성제일고등보통학교가 가장 많은 15명을 합격시켰고, 평양고등보통학교는 6명으로 2위, 대구고등보통학교가 5명으로 3위였다.
그리고 1945년 일본 패망 및 광복(8·15 을유 해방)이 도래한 이후 동년(1945년) 9월 18일 당시 평양고등농림학교(평양고농)를 통폐합하였으며 1947년 3월 11일 당시 평양상업고등학교(평양상고)와 진남포상업고등학교(진남포상고)를 통폐합하였고 1948년 3월 1일, 평양제2중학교(평양2중)로 개칭했다가 1950년 6월 25일 한국 전쟁 후 같은 해(1950년) 9월 1일 당시에 폐교(평양1중과 통폐합 및 평양남산고급중학교 개편)되어 사라진 것으로 보고 있다. 평양고등보통학교는 1950년 제39회 졸업생이 마지막 졸업생이다.

## 학교 동문

### 유명 졸업생
- 길영희 - 교육자, 독립운동가
- 길옥윤(본명 최치정) - 색소폰 연주자, 작사가, 작곡가, 편곡가
- 김남천 - 평론가
- 김내성 - 소설가
- 김동길 - 교육자, 정치인, 사학자, 시인
- 김동원 - 전직 국회 부의장
- 김동일 - 전직 학술원 원장, 서울공대 초대 학장
- 김병로 - 전직 참의원
- 김사량 - 소설가
- 김세완 - 전직 대법관
- 김용운 - 전직 해군참모총장 및 예비역 해군 제독
- 김원규 - 전직 서울 교육감
- 김윤경 - 법조인, 전직 서울고법원장
- 김인석 - 건축가, 일건건축 대표이사 회장 역임.
- 김은국 - 작가
- 김정연 - 전직 대한빙상연맹회장
- 김정철 - 건축가, 정림건축 창업주 및 동 대표이사 회장 역임.
- 김중업 - 건축가, 27회
- 김창영 - 친일파 관료, 8·15 광복 후 초대 서울시장, 제2대 서울시 부시장
- 김형석 - 수필가, 연세대학교 철학과 명예교수
- 노덕삼 - 의료인
- 노신영 - 정치인, 전직 국무총리
- 노진설 - 전직 심계원 원장(감사원 원장 전신)
- 마춘경 - 구조기술자
- 문석오 - 조각가
- 민용기 - 언론인, 전직 MBC프로덕션 사장
- 박용구 - 전직 방송문화진흥회 이사장
- 박종홍 - 철학자, 대학 교수, 전직 정치인
- 서영훈 - 전직 정치인
- 선우종원 - 법조인
- 신일철 - 철학자 겸 대학 교수
- 안병무 - 신학자 겸 대학 교수
- 안병욱 - 철학자 겸 대학 교수
- 양주동 - 국문학자·영문학자 겸 대학 교수
- 오영진 - 극작가
- 원명(속명 이찬형. 일명 효봉 스님·학눌 선사.) - 1912년 1회 졸.
- 원병오 - 조류학자
- 유창순 - 전직 국무총리 - 평양고등상업학교 출신.
- 윤경빈 - 독립운동가
- 윤상희 - 일제 시대 경상북도 문경군수[3] - 평양고등농림학교 출신
- 이근배 - 의사,생화학자,교수
- 이범석 - 외교관
- 이석훈 - 극작가
- 이양하 - 수필가, 영문학자
- 이용문 - 군인
- 이영춘 - 의료인, 교수, 농촌운동가
- 이익흥 - 전직 국무위원 출신으로, 내무부 장관 역임
- 이종우 - 화가
- 이종환 - 체육인, 전직 대한축구협회 회장 역임
- 이태희 - 전직 검찰총장 역임
- 장수철 - 작가 - 평양고등상업학교 출신.
- 전봉덕 - 전직 변협회장
- 정진우 - 소아내과 의사, 음악가, 대학 교수
- 조경철 - 천문학자, 대학 교수
- 조순 - 교육자 겸 교수, 전직 서울특별시 시장 역임
- 주석균 - 전직 국무위원 출신으로, 전직 농림부 장관 역임
- 지명관 - 철학자
- 한우근 - 사학자
- 한정동 - 아동문학가
- 함석헌 - 종교인, 독립운동가
- 허태영 - 군인(육군 대령) - 평양고등농림학교 출신
- 황산덕 - 헌법학자
- 황장엽 - 전직 조선로동당 비서
- 현승종 - 교육자, 전직 국무총리
- 홍종인 - 언론인

## 참고 문헌
- 이정훈 (2000년 8월 1일). “개교 100년 경기고 신화”. 신동아. 2008년 4월 25일에 확인함.
- “노익장 동창생 23 분단에 우는 평양고보 월남동문”.

## 같이 보기
- 평양고등보통학교 정구단
- 평양고등보통학교 축구단